# Collonge-la-Madeleine
Collonge-la-Madeleine is een gemeente in het Franse departement Saône-et-Loire (regio Bourgogne-Franche-Comté) en telt 54 inwoners (2009). De plaats maakt deel uit van het arrondissement Autun.

## Geografie
De oppervlakte van Collonge-la-Madeleine bedraagt 5,3 km², de bevolkingsdichtheid is dus 10,2 inwoners per km².
De onderstaande kaart toont de ligging van Collonge-la-Madeleine met de belangrijkste infrastructuur en aangrenzende gemeenten.

## Demografie
Onderstaande figuur toont het verloop van het inwonertal (bron: INSEE-tellingen).